# Chingola

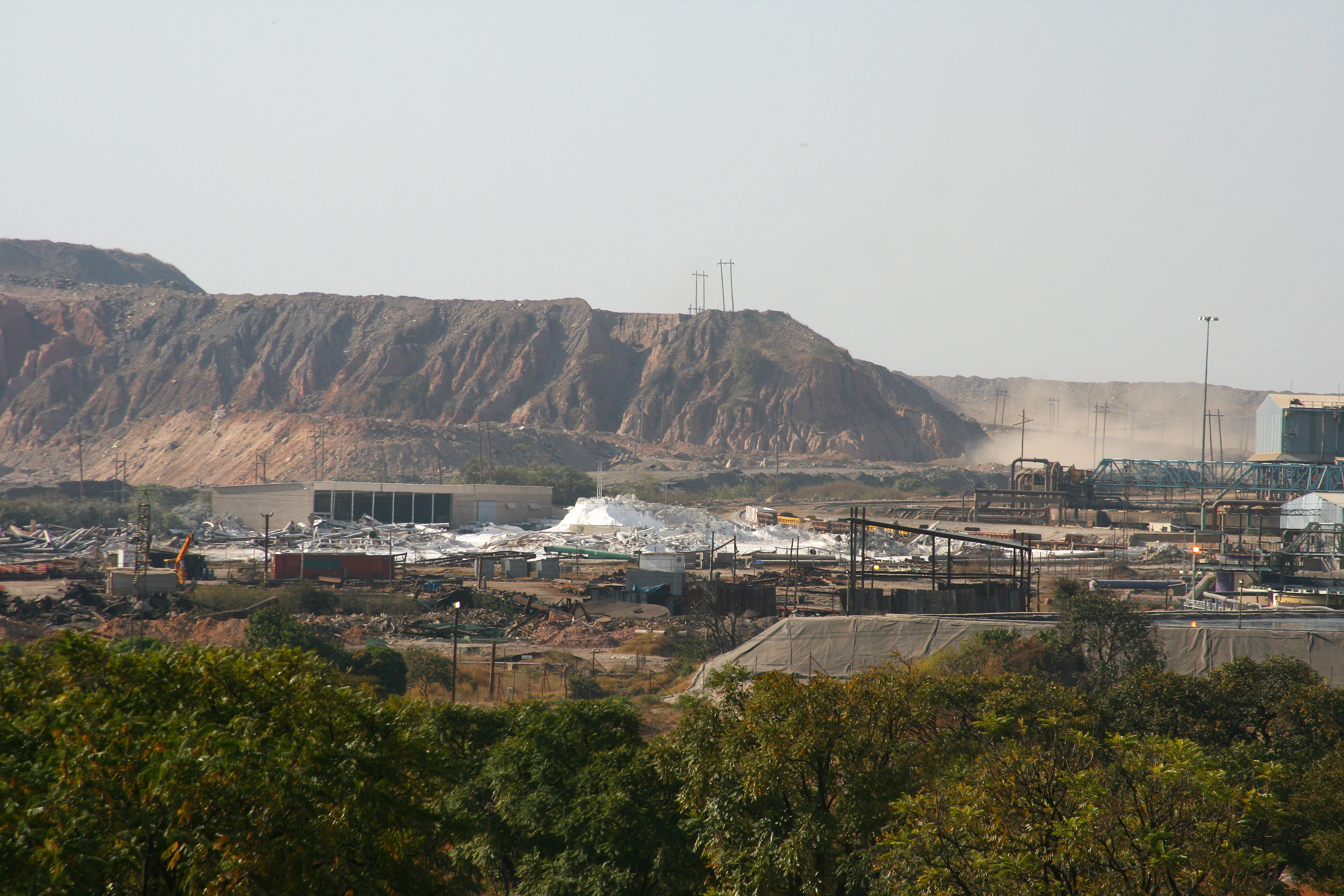
Kopalnia miedzi w pobliżu miasta Chingola

Chingola – miasto w północnej Zambii, w Prowincji Pasa Miedzionośnego. Ma około 180 tys. mieszkańców. Miejsce narodzin Samuela Matete.